# ایتال‌دیزاین زیرونو
ایتال‌دیزاین زیرونو (به انگلیسی: Italdesign Zerouno) یک خودروی اسپورت است که توسط خانه طراحی خودرو ایتالیایی ایتال‌دیزاین جوجارو تولید شده و در سال ۲۰۱۷ معرفی شد. زیرونو نخستین خودرویی است که تحت نام خانه طراحی مونکالیری فروخته شد و توسط بخش خودروهای ویژه ایتال‌دیزاین ساخته شد. این نام به معنای «صفر یک» است، زیرا نخستین خودروی تولیدی از بخش خودروهای اسپرت کم تولید ایتال‌دیزاین، Italdesign Automobili Speciali است.

## تولید
کوپه زیرونو در سال ۲۰۱۷ در نمایشگاه خودرو ژنو معرفی شد و تولید محدود ۵ دستگاهی داشت که به گفته این شرکت، همه آنها به فروش رسیده است. قیمت پایه این کوپه ۱٫۷ میلیون دلار بود. زیرونو دوترا (رودستر) در نمایشگاه خودرو ژنو ۲۰۱۸ معرفی شد و همچنین به ۵ خودرو محدود می‌شود.

## مشخصات و عملکرد
این خودرو از موتور ۵٫۲ لیتری وی۱۰ تنفس طبیعی وسط (که در آئودی آر۸ و لامبورگینی اوراکان استفاده می‌شود) نیرو می‌گیرد و ۶۰۲ اسب بخار (۴۴۹ کیلووات؛ ۶۱۰ اسب بخار) در ۸۲۵۰ دور در دقیقه و ۵۲۰ نیوتن متر (۳۸۳٫۵ پوند فوت) گشتاور ۶۵۰۰ دور در دقیقه تولید می‌کند؛ با انتقال نیرو به هر چهار چرخ از طریق جعبه‌دنده هفت سرعته دوکلاچه. زیرونو از فیبر کربن مدولار و شاسی آلومینیومی استفاده می‌کند و بدنه آن از فیبر کربن ساخته شده است. بیشینه سرعت آن ۲۰۵ مایل بر ساعت (۳۳۰ کیلومتر بر ساعت) است و می‌تواند در ۳٫۲ ثانیه از حالت سکون به سرعت ۶۰ مایل در ساعت برسد.

## نگارخانه

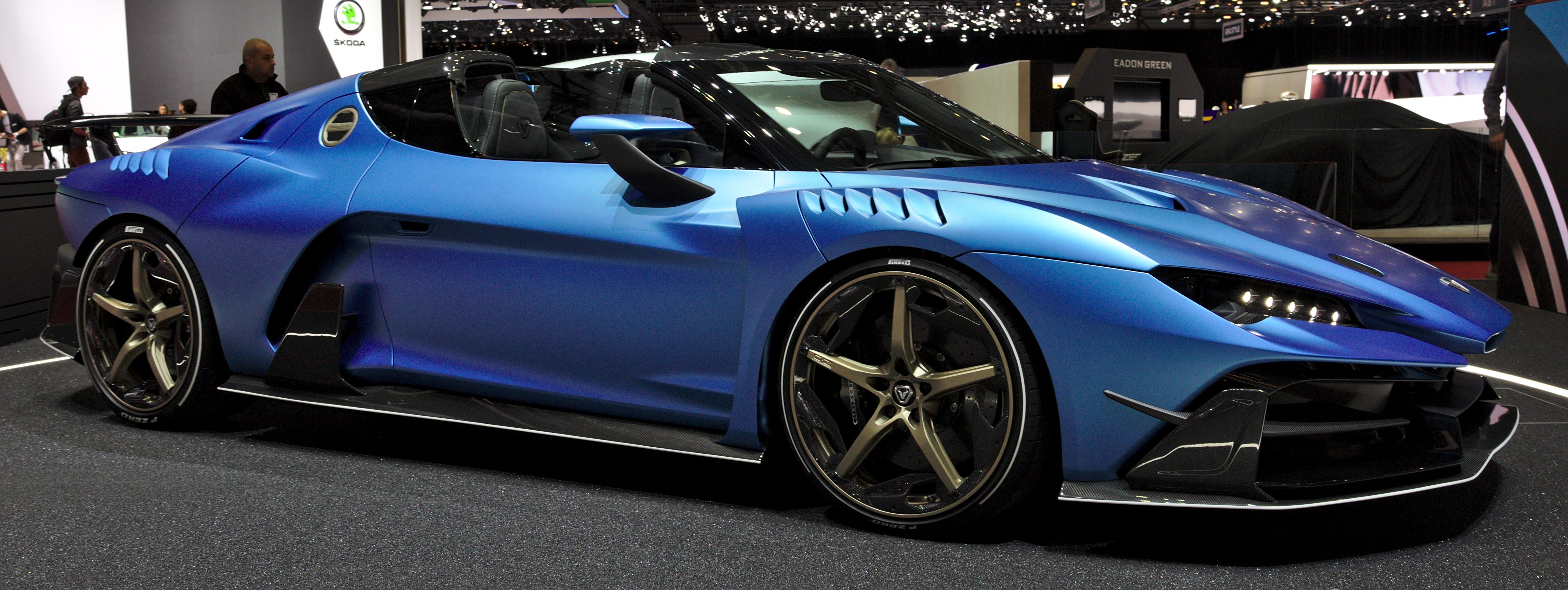
زیرونو دوترا
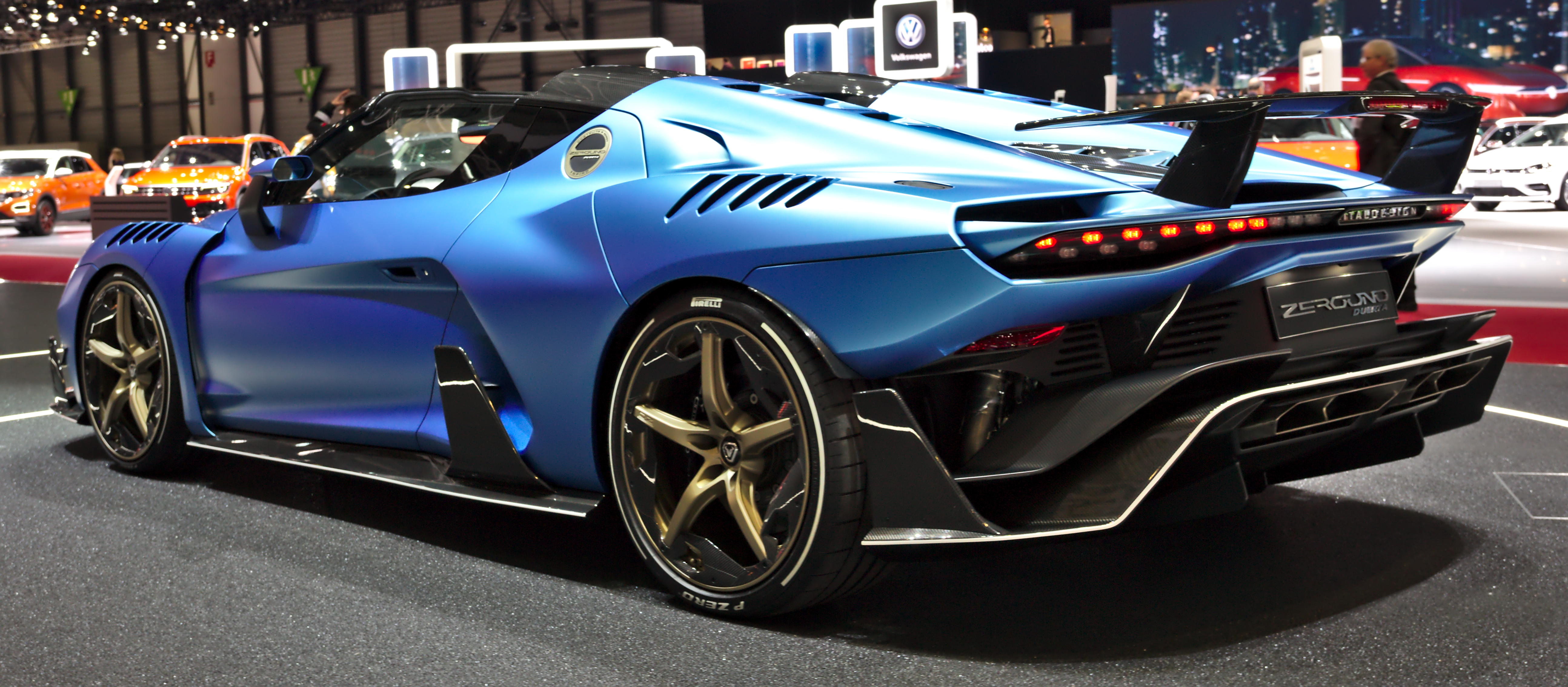
زیرونو دوترا (نمای پشت)
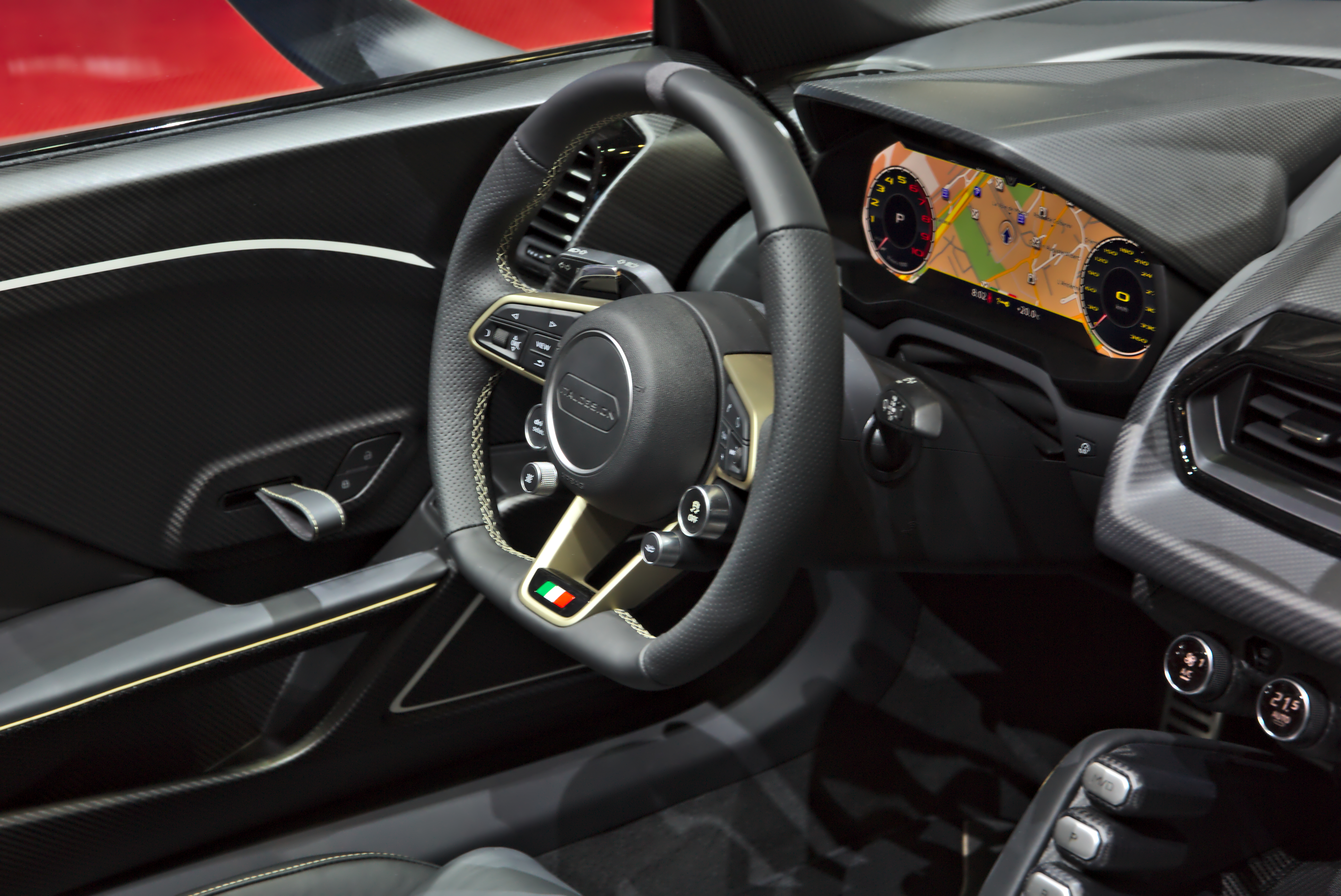
داخل